# Othresypna ochreicilia
Othresypna ochreicilia là một loài bướm đêm trong họ Noctuidae.